# Año Internacional de la Química
El Año Internacional de la Química 2011 (IYC 2011) conmemora los logros en química, y sus contribuciones a la humanidad. Este reconocimiento para la química fue oficializado por las Naciones Unidas en diciembre del 2020. Los eventos para el año son coordinados por la IUPAC -Unión Internacional de Química Pura y Aplicada- y por la UNESCO -Organización de las Naciones Unidas para la Educación, Ciencia y Cultura.

## Temática
La temática del IYC2011 es «Química-nuestra vida, nuestro futuro», y estará enfocado en los «logros de la química y sus contribuciones al bienestar de la humanidad». Apunta a aumentar el interés en la química entre el público general, y a atraer a jóvenes hacia este campo, así como resaltar el rol de la química en resolver problemas globales.

## Eventos
Los eventos del IYC2011 son organizados por las sociedades nacionales de químicas, tales como la American Chemical Society de EUA, la Royal Society of Chemistry del Reino Unido, la Sociedade Brasileira de Química de Brasil, la Society of Chemical Industry, la Real Sociedad Española de Química o el Royal Australian Chemical Institute  y por las federaciones regionales de química, tales como la European Association for Chemical and Molecular Sciences y la Federation of African Societies of Chemistry.

## Antecedentes
La resolución de las Naciones Unidas para nombrar al año 2011 como Año Internacional de la Química fue enviada por Etiopía, y fue apoyada por 23 naciones. Se hizo mención de que la química contribuye de una forma vital en alcanzar los objetivos de la Década de las Naciones Unidas para el Desarrollo Sostenible, 2005-2014.